# Циклическая группа
Циклическая группа — группа {\displaystyle (G,\cdot )}, которая может быть порождена одним элементом a, то есть все её элементы являются степенями a (или, если использовать аддитивную терминологию, представимы в виде na, где n — целое число). Математическое обозначение: {\displaystyle G=\langle a\rangle }.
Несмотря на своё название, группа не обязательно должна буквально представлять собой «цикл». Может случиться так, что все степени {\displaystyle g^{n}} будут различными. Порождённая таким образом группа называется бесконечной циклической группой и изоморфна группе целых чисел по сложению {\displaystyle (\mathbb {Z} ,+).}

## Свойства
- Все циклические группы абелевы.
- Каждая конечная циклическая группа изоморфна группе {\displaystyle \mathbb {Z} _{n}} = {\displaystyle \{0,1,\dots ,n-1\}} со сложением по модулю n (её также обозначают {\displaystyle \mathbb {Z} /n\mathbb {Z} }), а каждая бесконечная — изоморфна {\displaystyle \mathbb {Z} }, группе целых чисел по сложению.
  - В частности, для каждого натурального числа n существует единственная (с точностью до изоморфизма) циклическая группа порядка n.
- Каждая подгруппа циклической группы циклична.
- У циклической группы порядка n существует ровно {\displaystyle \varphi (n)} (функция Эйлера) порождающих элементов.
- Если p — простое число, то любая группа порядка p циклическая и единственна с точностью до изоморфизма (это следует из теоремы Лагранжа).
- Прямое произведение двух циклических групп порядков {\displaystyle n} и {\displaystyle m} циклично тогда и только тогда, когда n и m взаимно просты.
  - Например, {\displaystyle \mathbb {Z} _{12}} изоморфна {\displaystyle \mathbb {Z} _{3}\times \mathbb {Z} _{4}}, но не изоморфна {\displaystyle \mathbb {Z} _{6}\times \mathbb {Z} _{2}}.
- Основная теорема о конечнопорождённых абелевых группах утверждает, что любая конечнопорождённая абелева группа единственным образом разлагается в прямое произведение примарных циклических групп. Примарной группой может быть циклическая группа {\displaystyle \mathbb {Z} _{p^{n}}}, где p — простое число, или {\displaystyle \mathbb {Z} }.
- Мультипликативная группа любого конечного поля является циклической (она порождается элементом поля наибольшего порядка).
- Кольцо эндоморфизмов группы {\displaystyle \mathbb {Z} _{n}} изоморфно кольцу {\displaystyle \mathbb {Z} _{n}}. При этом изоморфизме числу r соответствует эндоморфизм {\displaystyle \mathbb {Z} _{n}}, который сопоставляет элементу сумму r его экземпляров. Такое отображение будет биекцией, тогда и только тогда, когда r взаимно просто с n, так что группа автоморфизмов {\displaystyle \mathbb {Z} _{n}} изоморфна {\displaystyle \mathbb {Z} _{n}^{\times }}.

## Примеры
- Группа корней из единицы степени n по умножению.
- Группа Галуа любого конечного расширения конечного поля конечна и циклична; обратно, если дано конечное поле F и конечная циклическая группа G, существует конечное расширение F, группой Галуа которого будет G.

## Доказательства
Утверждение. Каждая подгруппа циклической группы циклична.
Доказательство. Пусть {\displaystyle G} — циклическая группа и {\displaystyle H} — подгруппа группы {\displaystyle G}. Если группа {\displaystyle G} тривиальна (состоит из одного элемента), то {\displaystyle H=G} и {\displaystyle H} циклична. Если {\displaystyle H} — тривиальная подгруппа (состоит из единичного элемента или совпадает со всей группой G), то {\displaystyle H} циклична. Далее в ходе доказательства будем считать, что {\displaystyle G} и {\displaystyle H} не являются тривиальными.
Пусть {\displaystyle g} — образующий элемент группы {\displaystyle G}, а {\displaystyle n} — наименьшее положительное целое число, такое что {\displaystyle g^{n}\in H}. Утверждение: {\displaystyle H=\langle g^{n}\rangle }
{\displaystyle \langle g^{n}\rangle \subseteq H}

{\displaystyle {\forall a\in \langle g^{n}\rangle }\ {\exists z\in \mathbb {Z} }\mid {a=(g^{n})^{z}}}
{\displaystyle g^{n}\in H\Rightarrow (g^{n})^{z}\in H\Rightarrow a\in H}
Следовательно, {\displaystyle \langle g^{n}\rangle \subseteq H}.

{\displaystyle H\subseteq \langle g^{n}\rangle }

Пусть {\displaystyle h\in H}.
{\displaystyle h\in H\Rightarrow h\in G\Rightarrow \exists x\in {\mathbb {Z} }\mid h=g^{x}}.
Согласно алгоритму деления с остатком {\displaystyle \exists q,r\in {\mathbb {Z} }\mid 0\leq r\leq n-1\land x=qn+r}
{\displaystyle h=g^{x}=g^{qn+r}=g^{qn}g^{r}=(g^{n})^{q}g^{r}\Rightarrow g^{r}=h(g^{n})^{-q}}.
{\displaystyle h,g^{n}\in H\Rightarrow g^{r}\in H}.
Исходя из того, каким образом мы выбрали {\displaystyle n} и того, что {\displaystyle 0\leq r\leq n-1}, делаем вывод, что {\displaystyle r=0}.
{\displaystyle r=0\Rightarrow h=(g^{n})^{q}g^{0}=(g^{n})^{q}\in \langle g^{n}\rangle }.
Следовательно, {\displaystyle H\subseteq \langle g^{n}\rangle }.